# Skrzeszew (gromada w powiecie sokołowskim)
Skrzeszew – dawna gromada, czyli najmniejsza jednostka podziału terytorialnego Polskiej Rzeczypospolitej Ludowej w latach 1954–1972.
Gromady, z gromadzkimi radami narodowymi (GRN) jako organami władzy najniższego stopnia na wsi, funkcjonowały od reformy reorganizującej administrację wiejską przeprowadzonej jesienią 1954 do momentu ich zniesienia z dniem 1 stycznia 1973, tym samym wypierając organizację gminną w latach 1954–1972.
Gromadę Skrzeszew z siedzibą GRN w Skrzeszewie utworzono – jako jedną z 8759 gromad na terenie Polski – w powiecie sokołowskim w woj. warszawskim, na mocy uchwały nr VI/10/21/54 WRN w Warszawie z dnia 5 października 1954. W skład jednostki weszły obszary dotychczasowych gromad Gałki, Karskie, Liszki, Rudniki, Skrzeszew, Skrzeszew Kolonia, Wasilew Szlachecki i Wasilew Skrzeszewski, ponadto kolonia Wirów z dotychczasowej gromady Wirów oraz wieś Mołomotki z dotychczasowej gromady Mołomotki, ze zniesionej gminy Repki w tymże powiecie. Dla gromady ustalono 22 członków gromadzkiej rady narodowej.
31 grudnia 1959 do gromady Skrzeszew przyłączono wieś Wirów ze znoszonej gromady Mołożew w tymże powiecie.
31 grudnia 1961 do gromady Skrzeszew włączono wieś Nowomodna ze zniesionej gromady Czekanów w tymże powiecie.
Gromada przetrwała do końca 1972 roku, czyli do kolejnej reformy gminnej.